# Kleiner Winterberg
Kleiner Winterberg (500 m) je nevýrazný vrchol na území města Bad Schandau v Saském Švýcarsku na východě Německa, poblíž hranic s Českou republikou. Vrchol leží v jádrové zóně národního parku Saské Švýcarsko, a je proto z tohoto důvodu veřejnosti nepřístupný. Za zmínku stojí starý bukový les u Kleiner Winterbergu, který ovšem z důvodu bezpečnosti musel být částečně vykácen.

## Původ jména
Kopec se jmenuje Winterberg z důvodu, že na vrcholu se drží souvislá sněhová pokrývka déle než v okolní krajině. Česky znamená Kleiner Winterberg Malý zimní kopec.